# Indice de lisibilité de Gunning
L'indice de lisibilité de Gunning (en anglais : Gunning fog index, GFI) est, en linguistique, un test de lisibilité pour l'écriture anglaise. L'indice permet d'estimer le nombre d'années d'éducation dont une personne a besoin pour comprendre le texte en première lecture. Par exemple, un indice de lisibilité de Gunning de 12 nécessite le niveau de lecture d'un lycéen américain (environ 17–18 ans). Le test a été développé en 1952 par Robert Gunning, un homme d'affaires américain travaillant dans l'édition de journaux et de manuels.
L'indice de lisibilité est couramment utilisé pour confirmer que le texte peut être facilement lu par le public visé. Les textes destinés à un large public nécessitent généralement un indice de lisibilité de Gunning inférieur à 12. Les textes nécessitant une compréhension quasi universelle ont généralement besoin d'un indice inférieur à 8.
Le nom anglais de l'indice (fog index) peut être traduit par « densité de brouillard ».

## Indice de lisibilité par niveau de lecture
| Indice de lisibilité | Niveau de lecture par année           | Âge moyen du lecteur |
| -------------------- | ------------------------------------- | -------------------- |
| 17                   | Diplômé de l'Université               | > 23 ans             |
| 16                   | Collège senior                        | 21–22 ans            |
| 15                   | Collège junior                        | 20–21 ans            |
| 14                   | Collège étudiant en deuxième année    | 19–20 ans            |
| 13                   | Étudiant de première année au collège | 18–19 ans            |
| 12                   | Lycée                                 | 17–18 ans            |
| 11                   | Lycée junior                          | 16–17 ans            |
| 10                   | Deuxième année du lycée               | 15–16 ans            |
| 9                    | Étudiant de première année au lycée   | 14–15 ans            |
| 8                    | Huitième année                        | 13–14 ans            |
| 7                    | Septième grade                        | 12–13 ans            |
| 6                    | Sixième année                         | 11–12 ans            |

## Calcul
L'indice de lisibilité de Gunning est calculé avec l'algorithme suivant :
1. Sélectionner un passage (un ou plusieurs paragraphes complets) d'environ 100 mots. N'omettre aucune phrase.
2. Déterminer la durée moyenne de la phrase. (Diviser le nombre de mots par le nombre de phrases.)
3. Compter les mots « complexes » composés de trois syllabes ou plus. Ne pas inclure de noms propres, de jargon familier ou de mots composés. Ne pas inclure les suffixes courants (tels que -es, -ed ou -ing) en tant que syllabes.
4. Ajouter la longueur moyenne de la phrase et le pourcentage de mots complexes.
5. Multiplier le résultat par 0,4 (obtenu par le calcul de l'étape 2 plus l'étape 4 soit 0,4).

La formule est :
{\displaystyle 0.4\left[\left({\frac {\mbox{words}}{\mbox{sentences}}}\right)+100\left({\frac {\mbox{complex words}}{\mbox{words}}}\right)\right]}

## Limites
Si l'indice de lisibilité donne un aperçu de la difficulté de lecture d'un texte, il reste néanmoins limité. En effet, certains mots anglais simples comme everything (« tout ») sont considérés par l'indice comme difficiles à lire puisqu'ils contiennent plus de trois syllabes, tandis que des mots complexes comme knell (« glas ») sont considérés par l'indice comme faciles à lire. De plus, le paramètre de fréquence des mots n'est pas pris en compte lors de l'utilisation de l'indice de lisibilité de Gunning.
Enfin, une série de phrases simples et courtes ne signifie pas que la lecture est plus facile.

## Voir également